# Anubixx
Anubixx ist ein Würfelspiel mit vier Würfeln von Florian Ortlepp, Helmut Ortlepp und Steffen Benndorf, das 2019 im Nürnberger-Spielkarten-Verlag sowie bei White Goblin Games erschienen ist.

## Hintergrund und Spielmaterial
Bei dem einfachen Würfelspiel („roll and write“) geht es darum, als Baumeister im Alten Ägypten verschiedene Bauwerke zu errichten, die aus verschiedenfarbigen Steinen aufgebaut werden. Die Bauwerke, jeweils ein Bodenrelief, ein Triumphbogen und eine Pyramide, sind auf einem Spielblock dargestellt, wobei die bis zu fünf Mitspieler jeweils unterschiedliche Aufgabenzettel mit unterschiedlichen Farbkombinationen bekommen. Die benötigten Bausteine werden über vier sechsseitige Farbwürfel erwürfelt oder aus einem spielereigenen Steinbruch genommen und auf dem Aufgabenzettel abgekreuzt. Gewinner des Spiels ist der Spieler, der am Ende des die meisten Punkte erreichen konnte.

## Spielweise
Der Startspieler wird ausgelost und die Spieler würfeln reihum. Jeder Spieler darf dabei in jeder Runde, auch in der eines Gegners, bis zu zwei Steine in seinen Bauwerken verbauen, wobei er die Steine aus den erwürfelten Steinen oder aus dem Steinbruch auf seinem Aufgabenzettel nehmen kann. Zudem stehen jedem Spieler Bonussteine als Joker abhängig von der Spieleranzahl zur Verfügung.
Der jeweils aktive Spieler wirft offen alle vier Würfel. Danach wählt er aus den gewürfelten Farben oder seinem Steinbruch bis zu zwei Farben aus, die er in seinen Bauwerken verbauen möchte. Hat er gewählt, legt er die genutzten Würfel auf seinen Block, die restlichen Spieler dürfen danach die übrigen Würfel für ihren Bau nutzen und ebenfalls bis zu zwei Steine verbauen und dabei beliebig die Würfel und den jeweils eigenen Steinbruch nutzen.
Dabei werden die Bauwerke unterschiedlich aufgebaut:
- Im Triumphbogen dürfen die beiden Säulen unabhängig voneinander aufgebaut werden, der Endstein kann jedoch nur dann aufgelegt werden, wenn beide Säulen fertiggestellt sind.
- Bei der Pyramide wird von unten nach oben gebaut. Dabei bilden immer zwei Steine die Basis für einen darüber liegenden Stein, der erst dann aufgelegt werden darf, wenn beide Basissteine liegen. Auch diese Weise wird die Pyramide schichtweise aufgebaut.
- Im Bodenrelief dürfen immer nur zwei Steine gemeinsam verbaut werden, diese müssen horizontal oder vertikal benachbart sein.

Der Steinbruch wird von links nach rechts abgebaut. Nutzt ein Spieler einen Stein aus dem Steinbruch, darf er in den folgenden Zügen nur noch Steine nutzen, die rechts von den bereits genutzten Steinen liegen.
Erreicht ein Spieler beim Bau eines der aufgedruckten Symbole bzw. bei den mehrfach vorhandenen Symbolen das letzte derselben, kreuzt er das entsprechende Symbol auf der Bonusleiste ab. Spieler, die dieses Symbol in der gleichen Runde erreichen, dürfen es ebenfalls ankreuzen, alle anderen streichen es aus und bekommen den Bonus nicht mehr, wenn sie es später erreichen.
Das Spiel endet nach der Runde, in der ein Spieler sein zweites Bauwerk vollständig aufgebaut hat. Er und alle, die dies in der gleichen Runde schaffen, können sich dieses Bonusfeld ankreuzen, danach erfolgt die Endabrechnung:
- Für die Pyramide erhalten die Spieler die angegebene Punktezahl der höchsten Ebene, die mit mindestens einem Würfel erreicht wurde,
- Für den Tempel erhalten die Spieler die angegebene Punktezahl der höchsten Ebene, auf der sie parallel beide Steine aufgebaut haben, oder die Punktezahl für den Schlussstein, wenn dieser aufgelegt wurde.
- Für das Bodenrelief erhalten die Spieler Punkte abhängig von der Anzahl der verlegten Steine.
- Die Spieler erhalten zudem je einen Punkt für jeden nicht verbrauchten Stein im Steinbruch rechts neben den zuletzt genutzten sowie je zwei Punkte für jeden nicht genutzten Bonusstein.

Gewinner ist der Spieler, der nach der Abrechnung die meisten Punkte bekommen hat.

## Ausgaben
Das Würfelspiel Anubixx wurde von Florian Ortlepp und Helmut Ortlepp entwickelt und von Steffen Benndorf überarbeitet. Es erschien 2019 auf Deutsch sowie multilingual im Nürnberger-Spielkarten-Verlag mit einer Auflage von 10.000 Spielen sowie auf Niederländisch bei White Goblin Games.

## Belege
1. 1 2 3 4 5 6  Offizielle Spielregeln für Anubixx, NSV 2019.
2. 1 2  Hubertus Heuel: Die Ortlepps aus Hagen erfinden mit „Anubixx“ ein neues Spiel. Westfalenpost, 7. November 2019; abgerufen am 28. Dezember 2019.
3. ↑  Versionen von Anubixx in der Spieledatenbank BoardGameGeek (englisch)